# Dowa (Malawi)
Pour les articles homonymes, voir Dowa.
Dowa est une ville du Malawi située dans la région centrale. Elle est la capitale administrative du district du même nom.
Lors du recensement de 2010, la population y était de 6 361 habitants.